# Lopata

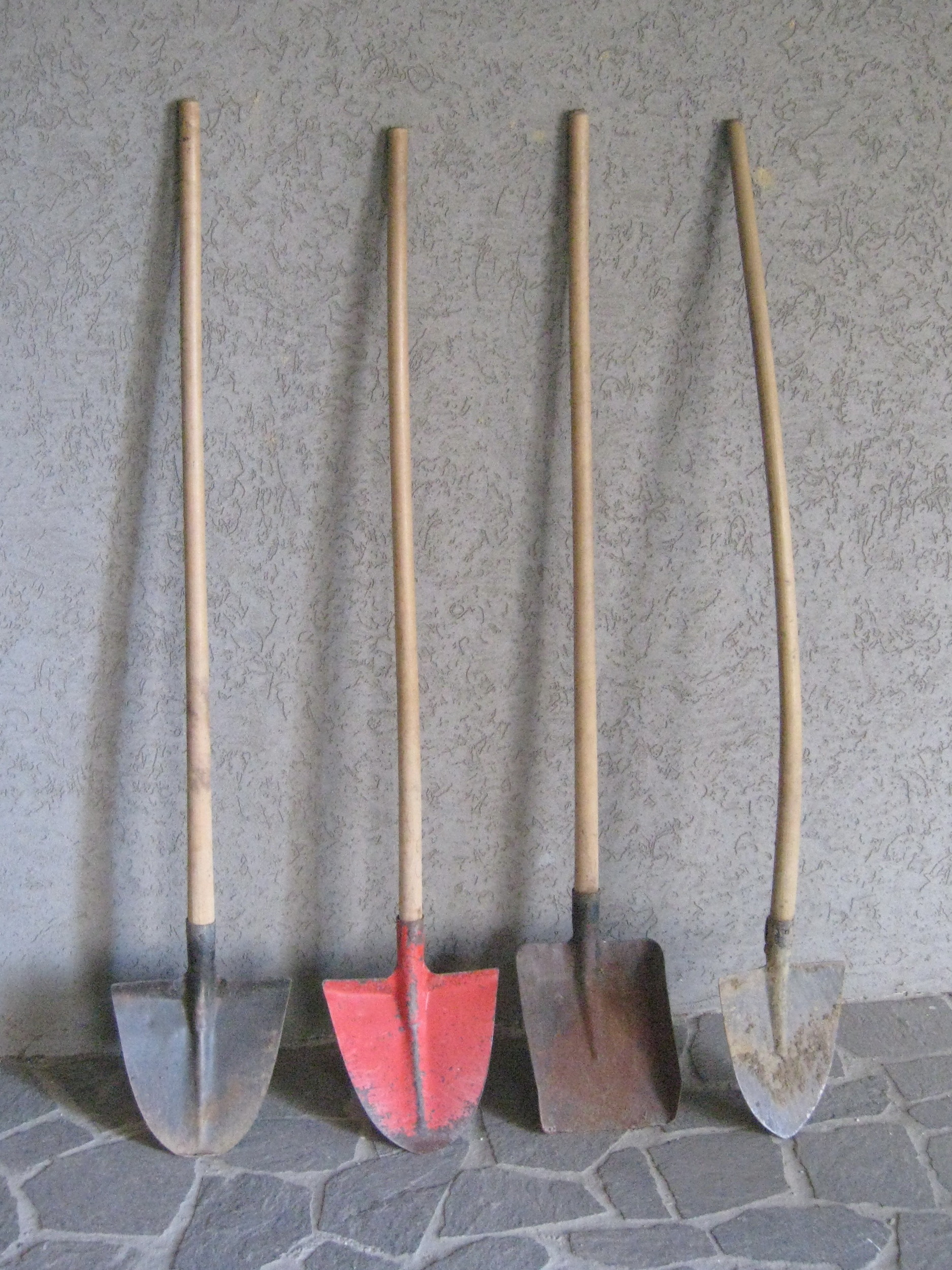
Několik lopat opřených o zeď

Lopata je nástroj pro ruční přemisťování sypkého materiálu. Skládá se z násady, zpravidla dřevěné, a z ploché kovové části (nejčastěji ocelové nebo z hliníkové slitiny), na niž je materiál nabírán.

## Druhy lopat
Nejběžnější je lopata pro zemní a stavební práce, jejíž násada je dlouhá až 150 cm a plochá část z ocelového plechu má srdčitý tvar o rozměrech přibližně 30 × 30 cm. Větší jsou lopaty na sníh, uhlí či koks (tzv. lopaty uhelky). Velké lopaty tohoto typu se také používají v těžkém průmyslu, zejména v hutnictví. Menší domácí lopatky jsou určené na sběr domácích nečistot, resp. smetí, s nimiž se běžně setkáváme v našich v domovech. Malé lopatky z umělé hmoty také slouží jako hračky pro děti, nejčastěji jako součást dětského vybavení pro hru na pískovišti.
Vojenské lopatky resp. polní lopatky vypadají jako malý rýč speciálně navržený pro armádu. Jsou skládací a bývají opatřeny pilovitými hranami pro sekundární využití jako pily či sekery (vojenská lopatka může být v přímém boji muže proti muži použita i jako nouzová sečná zbraň). Existují také menší zahradnické lopatky (sázecí aj.); dalšími druhy jsou např. lopatka na popel, krbová lopatka, lopatka na dort, lopatka na žetony v kasinu a další.

## Galerie

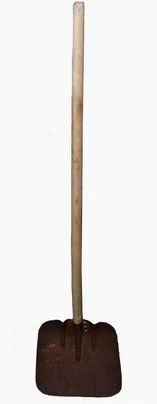
Velká lopata na uhlí („uhelka“)
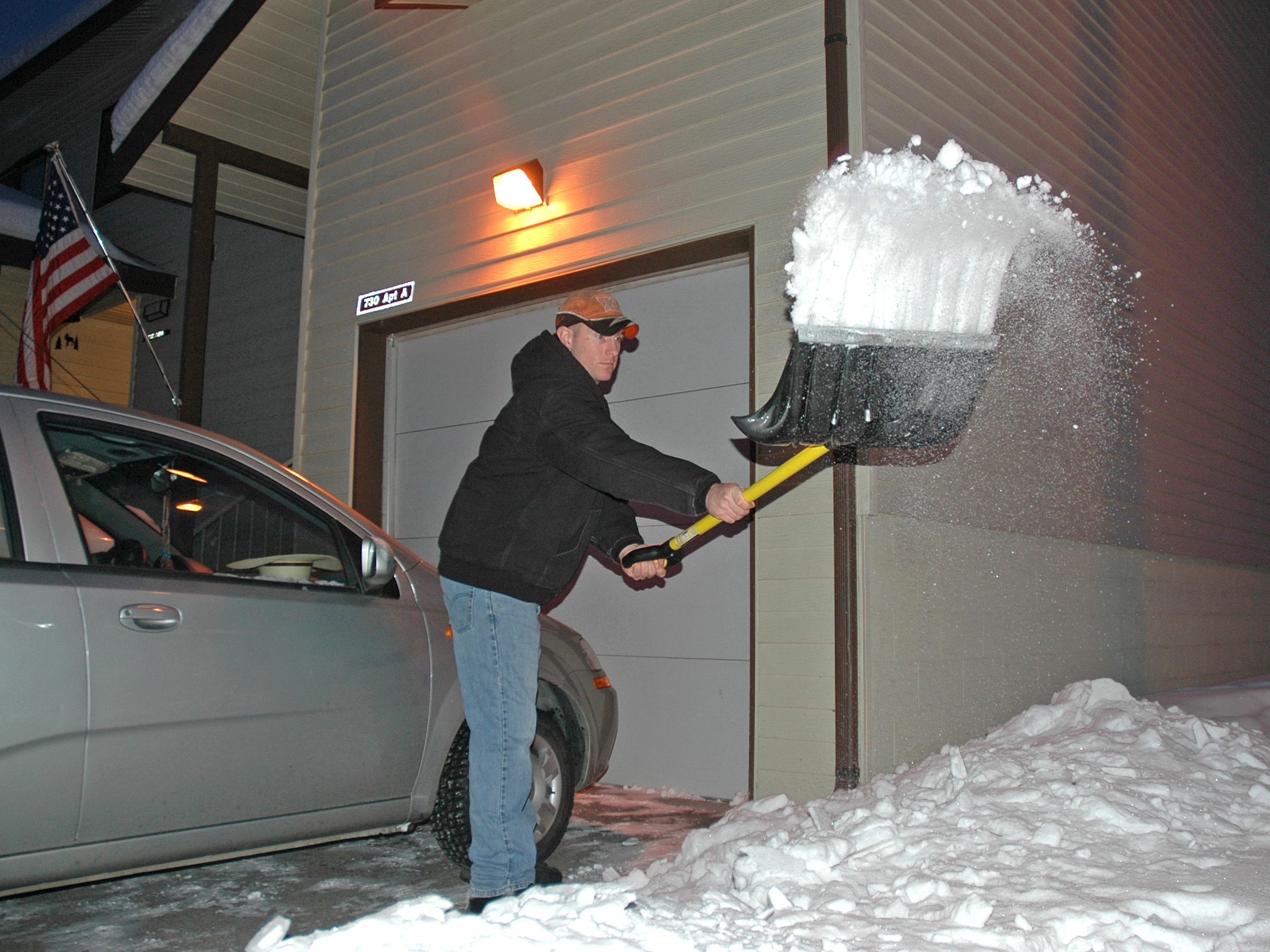
Lopata na odklízení sněhu
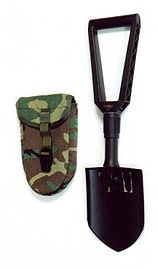
Skládací vojenská lopatka